# 下赤峪资福寺
下赤峪资福寺，位于中华人民共和国山西省晋中市榆社县河峪乡下赤峪村，已列为山西省文物保护单位。

## 保护
2021年8月4日，下赤峪资福寺由山西省人民政府公布为第六批山西省文物保护单位，编号6-111。